# Ipecac Recordings
Ipecac Recordings es un sello discográfico independiente radicado en Orinda, California. Fue fundado el 1 de abril de 1999 por Greg Werckman y Mike Patton (Faith No More, Tomahawk). El sello fue creado, originalmente, con la intención única de producir el primer álbum de Fantômas y fue nombrado a partir del Jarabe de Ipecac, un emético (o medicamento para inducir el vómito).

## Artistas que han lanzado sus álbumes con Ipecac Records
- Bohren & Der Club of Gore
- Circus Devils
- Dälek
- Daughters
- The Desert Sessions
- Dub Trio
- End
- Ennio Morricone
- Eyvind Kang
- Fantômas
- Farmers Market
- Flat Earth Society
- Ghostigital
- Goon Moon
- Guapo
- Hella
- Imani Coppola
- Isis
- Kaada
- kid606
- Maldoror
- Melvins
- Messer Chups
- Moistboyz
- Mondo Generator
- Mouse On Mars
- Mugison
- Northern State
- Omar Rodríguez-López
- Orthrelm
- Otto Von Schirach
- Palms
- Peeping Tom
- Phantomsmasher
- Pink Anvil
- Qui
- Ruins
- Sensational
- Skeleton Key
- Steroid Maximus
- The Curse of the Golden Vampire
- The Kids of Widney High
- The Locust
- The Lucky Stars
- The Tango Saloon
- The Young Gods
- Tomahawk
- Trevor Dunn's Trio Convulsant
- Unsane
- Venomous Concept
- Vincent & Mr. Green
- Yoshimi and Yuka
- Zach Hill
- Zu